# Rosa Vindel
María Rosa Vindel López, née le 28 mai 1958, est une femme politique espagnole membre du Parti populaire.

## Biographie

### Carrière politique
De 1987 à 1991, elle est députée à l'Assemblée de Madrid.
Le 29 octobre 1989, elle est élue sénatrice pour Madrid au Sénat et réélue successivement depuis.